# Polaciones
Polaciones – gmina w Hiszpanii, w prowincji Kantabria, w Kantabrii, o powierzchni 89,77 km². W 2011 roku gmina liczyła 252 mieszkańców.
Urodził się tutaj Miguel Ángel Revilla, hiszpański polityk, prezydent Kantabrii.